# Christoph Eusebius Raschig
Christoph Eusebius Raschig (* 14. März 1766 in Dresden-Friedrichstadt; † 19. Mai 1827 in Dresden) war ein sächsischer Generalstabsarzt und Medizinprofessor in Dresden.

## Leben
Der Sohn des Friedrichstädter Pfarrers und späteren sächsischen Hofpredigers Christian Ehrgott Raschig (* 24. Februar 1726 in Senftenberg; † 24. März 1796 in Dresden) und dessen Frau Johanna Theodora geb. Faber (* 9. November 1729 in Dresden; † 24. April 1796 ebda.) besuchte nach Privatunterricht bei Gotthold Friedrich Bürger die Kreuzschule in Dresden, wo der Rektor Christian Friedrich Olpe und dessen Konrektor Benjamin Gotthelf Beutler seine Lehrer waren.
Anschließend studierte er Medizin an den Universitäten Jena und Wittenberg, wo er am 22. Oktober 1787 promoviert wurde.
1788 wurde er Supernumerar-Sekretär am Sanitäts-Collegium. Von 1793 bis 1796 war er Feldstabsarzt bei den sächsischen Truppen der Rheinarmee und wurde schließlich 1798 Generalstabsarzt der kursächsischen Armee. 1799 kam noch die Professur für Pathologie und Therapie am medicinisch-chirurgischen Collegium hinzu.
1815 bis 1825 lehrte er als Professor für medizinische Enzyklopädie und Kriegsarzneikunde an der Königlich Chirurgisch-Medicinischen Akademie in Dresden. An den Plänen zur Wiedererrichtung einer ärztlichen Lehranstalt nach den Befreiungskriegen war Raschig zusammen mit dem Chirurgieprofessor Gottlob Heinrich Ohle (1760–1840) sowie dem aus Wittenberg berufenen Anatomieprofessor Burkhard Wilhelm Seiler maßgeblich beteiligt.

## Familie
Raschig heiratete am 29. März 1797 Johanne Juliana Hempel. Die gemeinsame Tochter Johanne Henriette (* 25. Juni 1800) wurde kurz nach dem Tod des Vaters am 17. Februar 1828 die zweite Frau von Wilhelm Gotthelf Lohrmann.
Raschigs jüngerer Bruder Karl Ephraim (* 12. Juli 1768; † 1837) war Pfarrer in Kaditz und Reichenberg (Ephorie Radeberg).
Ihre Schwester Johanna Friedericke war mit dem Pfarrer Johann Samuel Gottlob Flemming verheiratet. Sie erbte vom Vater den später sogenannten Grundhof, ein großes Weingut in der Lößnitz westlich von Dresden.

## Werke
- Dissertatio Inauguralis Medica De Lunae Imperio In Valetudinem Corporis Humani Nullo. Wittenberg 1787 (Dissertation).
- Untersuchung und Erklärung der allgemeinsten pathologisch-therapeutischen Grundlehren. Als Einleitung zu seinen Vorlesungen. Gerlach, Dresden 1803 (Rezension in: Allgemeine Literaturzeitung. Jahrgang 1804, Band 1, Nr. 60.)
- Kurzer Auszug der Geschichte der sächsischen Feldspitäler im letzten Reichskriege gegen Frankreich. In: Medicinisches Correspondenzblatt, November 1803.
- Handbuch der innern practischen Heilkunde. Leipzig 1810.